# أندرويد إيكلير
أندرويد 2.0–2.1 إيكلير (بالإنجليزية: Eclair)‏ هو نسخة إصدار تم توقفه لنظام تشغيل أندرويد، طوَّرته جوجل ، كشف النقاب عنه يوم 26 أكتوبر 2009 ، أندرويد 2.1 بني على التغييرات الهامة التي تمت عل أندرويد 1.6 «دونات» .